# Shopping Night
Shopping Night è un programma televisivo in onda dal 2011 sulla rete televisiva Real Time condotto da Enzo Miccio e Carla Gozzi. Nel programma viene seguito nelle sue varie fasi lo shopping di tre concorrenti che hanno a disposizione per un'intera notte un centro commerciale (in questo caso lo store de la Rinascente di Milano).
Le tre sfidanti devono scegliere per sé un outfit secondo un determinato tema, completo di abito con i relativi accessori: scarpe, borse e gioielli. La concorrente che, a giudizio di Enzo e Carla, ha scelto l'outfit migliore diventa la "regina di Shopping Night" e vince tutto ciò che indossa.
Il format è stato acquisito da una versione inglese, Shopping Night UK, che dal 2013 è presente sempre su Real Time.

## Svolgimento della puntata

### Prima e Seconda edizione
Le tre concorrenti vengono portate da Enzo e Carla a la Rinascente con una limousine, vestite con accappatoio e ciabatte di colore rosso, rosa o viola. Dopo che Enzo e Carla stabiliscono il tema della serata, le concorrenti possono scegliere diversi abiti da provare in seguito. Nel frattempo Enzo e Carla annotano su due quadernetti, uno bianco e uno nero, le azioni positive e negative compiute dalle concorrenti. Mentre le concorrenti stanno scegliendo i propri vestiti, Enzo dà loro alcuni consigli sui migliori abiti da indossare per quella determinata occasione. Quando hanno finito di scegliere i propri abiti, ogni concorrente può rubare un vestito tra quelli che hanno scelto le altre concorrenti.
A metà della puntata, Enzo e Carla spiegano gli accessori e le azioni indicate o meno per quella determinata occasione tramite la rubrica ci piace/non ci piace.
Dopo aver scelto gli abiti, le concorrenti devono decidere le scarpe e i gioielli dietro i consigli di Carla. Infine devono dare indicazione a make-up artist e parrucchieri per trucco e capelli. Le concorrenti si presentano quindi da Enzo e Carla che le giudicano. Due concorrenti vengono eliminate e tornano a casa vestite con l'accappatoio. La concorrente che vince, invece, si porta a casa tutto quello che indossa.

### Terza e Quarta edizione
La terza edizione del programma, iniziata il 1º gennaio 2014, ha portato con sé novità e cambiamenti:
- Mentre nelle precedenti edizioni Enzo e Carla andavano a prendere le concorrenti con la loro limousine, dalla terza edizione le tre concorrenti raggiungono lo store da sole. Al loro arrivo ci sono ad attenderle i due esperti di moda.
- Ogni concorrente può chiedere un aiuto ad Enzo e Carla in qualsiasi momento della gara, ma per questo aiuto, la concorrente che lo chiederà dovrà fermarsi per due minuti;
- L'altra novità è la Vip Selection, ovvero una stanza in cui sono presenti vari accessori che sono stati selezionati direttamente dai due conduttori. Però solo una delle concorrenti può accedervi e prendere tutto il necessario alla creazione del suo look. A decidere chi potrà entrare nella Vip Selection saranno le stesse concorrenti, che dovranno scegliere chi secondo loro non ha il diritto di accedere alla stanza. La concorrente che riceverà meno voti accederà alla Vip Selection.

### Quinta stagione
La quinta stagione, che va in onda a partire dal 19 settembre 2019 introduce alcune novità:
- Ci saranno sfide con protagonisti concorrenti maschili.
- ln alcune puntate partecipano anche delle fashion influencer.

## Stagioni
| Stagione | Puntate | Inizio            | Fine             |
| -------- | ------- | ----------------- | ---------------- |
| 1        | 5       | 30 novembre 2011  | 27 dicembre 2011 |
| 2        | 8       | 28 novembre 2012  | 17 gennaio 2013  |
| 3        | 6       | 1º gennaio 2014   | 5 febbraio 2014  |
| 4        | 6       | 12 maggio 2015    | 16 giugno 2015   |
| 5        | 8       | 19 settembre 2019 | 7 novembre 2019  |